# Памятник Любечскому съезду князей
Памятник Любечскому съезду князей находится в Любече (Черниговская область) на берегу Днепра на территории бывшего Любечского детинца.

## Описание памятника
Памятник создан скульптором Геннадием Ершовым в 1997 году к 900-летнему юбилею Любечского съезда 1097 посвящен выдающемуся событию времен Киевской Руси.
Монумент, к которому ведут каменные ступени, расположен на Замковой горе в исторической части Любеча. Скульптурная композиция состоит из ярусов бронзовых рельефов и круглой скульптуры размещенных на розовом гранитном постаменте.
Горельефные изображения, это портреты шестерых участников княжеского Снема в Любече среди которых были:
- великий князь киевский Святополк Изяславич,
- Переяславский князь Владимир Мономах,
- черниговский князь Олег Святославич,
- смоленский князь Давид Святославич,
- волынский князь Давид Игоревич,
- теребовльский князь Василько Ростиславич.

Венчает композицию бронзовая фигура аллегорического летописца. Сидящий босиком с пером в руке и крестом-енкалпионом на груди, монах держит свиток, на котором изображен фрагмент летописи «Кождо да держит отчину свою»:
И они (князья) друг другу, говоря: «Зачем мы теряем Русскую землю, сами против себя распрю имея? А половцы землю нашу разносят и рады есть, что между нами война сей день. Теперь соединимся в одно сердце и обереги Русскую землю. Каждый пусть держит отчину свою». И на этом они целовали крест: «А если отныне кто на кого встанет, то против того будем мы все и честный крест».
Создавая образы исторических персонажей, скульптор консультировался с Петром Толочко и Владимиром Коваленко. Любечский съезд 1097 года по своей актуальности и значимости принятых на нем решений историки относят к наиважнейшим. Это была первая удачная попытка прекратить процесс распада Киевского государства на мелкие удельные княжества. Прямое наследование по предложению Ярослава и его сторонников и было введено на съезде в Любече. Каждому князю были отданы те земли, которые принадлежали его отцу, князь отныне владел бы унаследованными землями и обязывался не покушаться на земли соседей.

## Открытие памятника
На Украине Любечский съезд князей 1097 года считается важным событием истории. По распоряжению КМ Украины от 2.VIII 1996 и пост. КМ Украины от 21 VIИИ 1997 900-летний юбилей Любечского съезда отмечался на государственном уровне. Памятник торжественно открыл вице-премьер Украины Валерий Смолий; в праздновании приняли участие представители соседних государств Белоруссии и России. Памятник сооружён за счет ЧАЭС при личной поддержке Сергея Парашина.